# Kurden in Iran
Die Kurden in Iran sind eine der nationalen Minderheiten des multiethnischen Staates Iran. Die kurdische Bevölkerung konzentriert sich vor allem im Nordwesten des Landes, dem „Iranischen Kurdistan“, welches über die iranische Provinz Kurdistan hinausgeht. Es leben auch zahlreiche Kurden in der Region Chorasan im Nordosten des Landes. Es wird geschätzt, dass die Kurden knapp ein Zehntel der Bevölkerung Irans ausmachen (knapp acht bis neun Millionen Menschen). Andere Schätzungen gehen von 12 Millionen Kurden in Iran aus, was knapp ein Viertel der Kurden weltweit wären. Der Kampf der Kurden um Autonomie und Selbstbestimmung lässt sich mehrere Jahrhunderte bis in die heutige Islamische Republik Iran zurückverfolgen. In jüngerer Zeit war die kurdische Bevölkerung Irans überdurchschnittlich häufig von politischen Repressionen der Zentralregierung betroffen, die einen möglichen kurdischen Separatismus fürchtet.

## Siedlungsgebiet der Kurden

Kurdisches Siedlungsgebiet (mit Dialektgruppen)

Iranisch-Kurdistan oder Ostkurdistan (kurdisch Rojhilatê Kurdistanê) bezeichnet die von Kurden bewohnten Teile des westlichen Iran, die an den Irak und die Türkei grenzen. Diese umfasst die Provinzen Kurdistan, Kermanshah, West-Aserbaidschan, Ilam und Lorestan vollständig oder teilweise. In der Provinz Razavi-Chorasan leben zwischen einer halben und einer Million Kurden. Der Stamm der Lak bewohnt Teile der Provinzen Ilam und Lorestan, und die Faili leben in der Provinz Kermanschah und Ilam sowie in einigen Teilen der Provinzen Kurdistan und Hamadan.
Die Kurden betrachten das nordwestliche Iran (Ostkurdistan) im Allgemeinen als einen der vier Teile eines Großkurdistans, zu dem nach dieser Auffassung auch Teile der südöstlichen Türkei (Nordkurdistan), Nordsyriens (Westkurdistan) und des Nordiraks (Südkurdistan) gehören.

## Religion
Die beiden Hauptreligionen der Kurden in Iran sind der Islam und der Yarsanismus, während einige wenige Kurden dem Baháʼí-Glauben anhängen. Es herrscht Uneinigkeit darüber, welches die größte Konfession unter den Kurden ist; Forscher wie Richard N. Frye und Martin van Bruinessen gehen davon aus, dass der sunnitische Islam (des schafiitischen Zweigs) die Mehrheitsreligion ist, während andere die Position vertreten, dass der Zwölferzweig des schiitischen Islam die Mehrheitsreligion ist.

## Geschichte
Die Kurden zählen wie die Perser zu den Sprechern der indoiranischen Sprachen, was sie mit den Persern gegenüber Arabern und den Turkvölker verbindet. Die Kurden haben allerdings eine von den Persern getrennte ethnische Identität. Historisch waren die Kurden zudem immer in verschiedene Stämme und Clans gespalten. Vom 10. bis zum 12. Jahrhundert n. Chr. herrschten in dem iranischen Kurdistan zwei kurdische Dynastien, die Hasanwayhiden (959–1015) und die Annaziden (990–1117). Im frühen 14. Jahrhundert entstand der Staat Ardalan, welcher noch bis ins 19. Jahrhundert unter den Kadscharen als ein semi-autonomes kurdisches Fürstentum im Nordwesten Irans fortbestand.
Während der Safawidenherrschaft in Persien versuchte die Regierung, ihre Kontrolle über die von Kurden bewohnten Gebiete im Westen Irans auszuweiten. Zu dieser Zeit gab es eine Reihe halb unabhängiger kurdischer Emirate im Nordwesten Irans. Die Kurden widersetzten sich dieser Politik und versuchten, eine gewisse Form der Selbstverwaltung zu bewahren. Dies führte zu einer Reihe von blutigen Auseinandersetzungen zwischen den Safawiden und den Kurden. Die Kurden wurden in der Schlacht bei Dimdim 1609 schließlich besiegt, woraufhin die Safawiden beschlossen, die aufständischen Kurden durch Zwangsumsiedlung und Deportation zu bestrafen. Kurdische Städte wurden zerstört und zahlreiche Kurden zwangsweise umgesiedelt. Kurden aus dem Westen wurden in das Alborz-Gebirge und nach Chorasan (Khurasan) sowie in die Höhenlagen der zentraliranischen Hochebene deportiert. In der Grenzregion Chorasan sollten Kurden als „Bollwerk“ gegen die Turkvölker dienen. Auch unter den Kadscharen kam es gegen Ende des 19. Jahrhunderts zu wiederholten Kurdenaufständen, welche niedergeschlagen wurden.

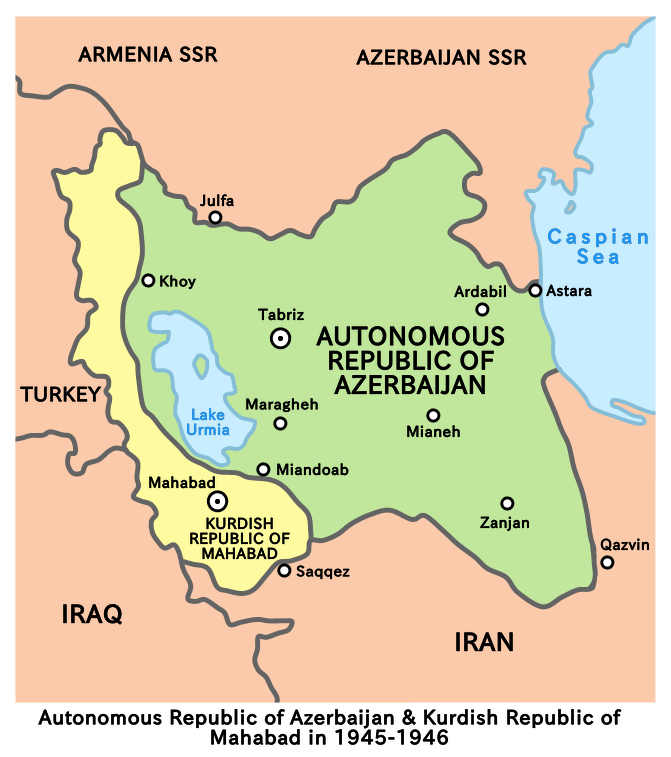

Die Schwäche der persischen Regierung während des Ersten Weltkriegs ermutigte einige kurdische Stammesführer, sich die chaotische Situation zunutze zu machen. Simko, Stammesführer der Schikak, errichtete von 1918 bis 1922 seine Autorität im Gebiet westlich des Urmia-Sees. Jaafar Sultan aus der Region Hewraman übernahm die Kontrolle über die Region zwischen Marivan und nördlich von Halabscha und blieb bis 1925 unabhängig. Im Jahr 1922 ging Reza Khan (der spätere erste Pahlavi-Monarch) gegen die kurdischen Führer vor. Simko war gezwungen, seine Region im Herbst 1922 zu verlassen, und verbrachte acht Jahre im Versteck. Als die iranische Regierung ihn überredete, Verhandlungen zu führen, wurde er 1930 in einen Hinterhalt gelockt und getötet. Danach verfolgte Reza eine grobe, aber effektive Politik gegen die Kurden. Hunderte von kurdischen Stammesführern wurden deportiert und ins Exil gezwungen. Auch ihr Land wurde von der Regierung beschlagnahmt.
Im Zweiten Weltkrieg wurde das neutrale Persien 1941 von Großbritannien und der Sowjetunion besetzt. Mit Unterstützung der Sowjetunion wurde 1946 in der Stadt Mahabad von der Bewegung Komeley Jianewey Kurd unter der Führung von Qazi Mohammed ein kurdischer Staat gegründet. Diese kurzlebige Republik Mahabad bestand jedoch weniger als ein Jahr, da das Ende des Krieges und der Abzug der sowjetischen Besatzungstruppen es der Zentralregierung ermöglichte, die Separatisten zu besiegen und Kurdistan wieder an Iran anzugliedern. Am 10. Januar 1947 wurden Qazi Mohammed und weitere Funktionäre der kurzlebigen Kurdenrepublik entgegen der Zusicherungen und Versprechungen Teherans inhaftiert und vor ein iranisches Militärgericht geführt. Unabhängigkeitsführer Mohammed wurde von dem Gericht zum Tode verurteilt und später hingerichtet.
In der Regierungszeit von Mohammad Reza Pahlavi litten die Kurden unter den Repressionen des staatlichen Sicherheitsdienstes SAVAK. Der Schah war kein Freund einer Autonomie der Kurden in Iran, unterstützte jedoch kurzzeitig die Kurden im benachbarten Irak gegen die dortige Regierung, bevor er seine Unterstützung später einstellte. Ein linker Aufstand der Demokratischen Partei Kurdistan-Iran (DPK-I) wurde 1967 vom SAVAK niedergeschlagen. Während der Islamischen Revolution 1979 beteiligten sich viele Kurden an den Demonstrationen gegen den Schah. Nach seinem Sturz lehnte das neue Regime aber jegliche Autonomie der Kurden als unislamisch ab und verweigerte ihnen eine Beteiligung an der Ausarbeitung der neuen Verfassung. Eine Welle des Nationalismus erfasste deshalb Ostkurdistan. Anfang 1979 brach ein bewaffneter Konflikt zwischen kurdischen Gruppierungen und den Sicherheitskräften der iranischen Revolutionsregierung aus. Zu den kurdischen Kräften gehörten vor allem die DPK-I und die linksgerichtete Komalah. Der Kurdenaufstand wurde von der Regierung niedergeschlagen, wobei mindestens 10.000 Menschen ums Leben kamen, darunter 1.200 kurdische politische Gefangene, die von der iranischen Regierung hingerichtet wurden.

Getötete Protestierende von 2022 nach Provinz

Seit 2000 kam es immer wieder zu Unruhen und Aufständen unter den iranischen Kurden. Im Jahre 2022 löste der Tod der Kurdin Jina Mahsa Amini langanhaltende Proteste in Iran aus, die besonders stark in den Kurdengebieten waren. Diese forderten ein Ende der Unterdrückung von Frauen und der Beschränkung demokratischer Rechte, aber auch eine Verbesserung der Rechte der ethnischen Minderheiten im Land. Der von der Arbeiterpartei Kurdistans stammende Ausspruch Frau, Leben, Freiheit war einer der Slogans der Proteste.

## Politische Situation

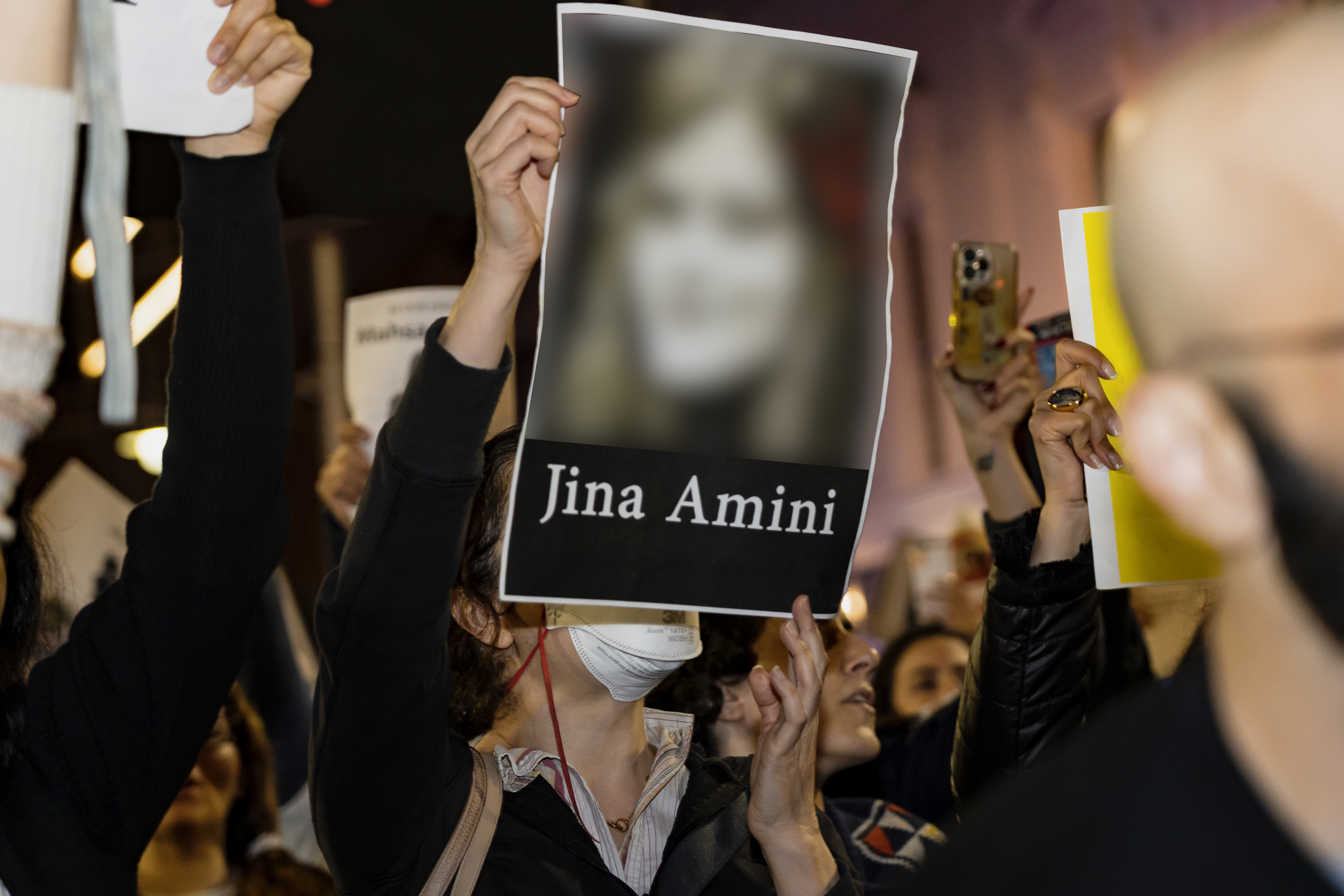
Plakat mit Porträt von Jina Amini bei einer Solidaritätsdemonstration in Melbourne am 29. September 2022

Als ethnische Minderheit und auch weil viele Kurden Sunniten sind, leiden die Kurden in Iran unter Diskriminierung. Die Kurden waren deshalb bei Protestbewegungen gegen die iranische Regierung stark überrepräsentiert. Dies führt zu einem starken Misstrauen der Zentralregierung und einer verstärkten Präsenz von Polizei, Sicherheitsdiensten und Militär in den Kurdengebieten. Wirtschaftlich sind die Kurdengebiete dagegen unterentwickelt. Kurdische Organisationen werden verfolgt und die Kurden sehen sich sprachlicher, religiöser, politischer und kultureller Benachteiligung ausgesetzt. Der iranische Staatspräsident Mohammad Chātami bezeichnete z. B. das Kurdische als „Sprache der Hölle“. Politische Aktivisten aus Kurdistan wurden von der Regierung wegen „Feindschaft gegen Gott“ oder anderen Gründen hingerichtet.
Verschiedene politische und militärische Widerstandsbewegungen sind in den Kurdengebieten aktiv, welche Kontakte zu kurdischen Organisationen in den angrenzenden Staaten unterhalten. Im Nordwesten Irans besteht deshalb ein anhaltender Konflikt niedriger Intensität. Der große Aufstand von 1979 wurde vor allem von der Demokratischen Partei Kurdistan-Iran angeführt. In jüngster Zeit hat sich die Partei für ein freies Leben in Kurdistan (PJAK) herausgebildet, die eine Schwesterorganisation der Arbeiterpartei Kurdistans (PKK) ist. Ihr Rückzugsgebiet sind die Kandil-Berge im iranisch-irakischen Grenzland. Ziele sind die Autonomie oder die Abspaltung der kurdischen Mehrheitsgebiete. Während der islamischen Revolution gelang es den kurdischen nationalistischen Parteien noch kaum Unterstützung zu finden. Seit den 1990er Jahren hat der kurdische Nationalismus in der Region jedoch zugenommen, was zum Teil auf die Empörung über die gewaltsame Unterdrückung des kurdischen Aktivismus durch die Regierung zurückzuführen ist.

## Bekannte iranische Kurden
- Şerefhan (1543–1599), Schriftsteller und Fürst
- Mastura Ardalan (1805–1848), Poetin und Schriftstellerin
- Qazi Mohammed (1893–1947), Politiker
- Nur Ali Elahi (1895–1974), Philosoph
- Karim Sandschabi (1904–1995), Politiker
- Abdurahman Scharafkandi (1921–1991), Schriftsteller, Dichter, Linguist und Übersetzer
- Hesen Zîrek (1921–1972), Sänger
- Ahmad Moftizadeh (1933–1993), Politiker
- Mustafa Hijri (* 1945), Politiker
- Shahram Nazeri (* 1950), Musiker
- Kayhan Kalhor (* 1963), Musiker
- Omid Kordestani (* 1963), iranisch-amerikanischer Informatiker und Unternehmer
- Farhad Aslani (* 1966), Schauspieler
- Bahman Ghobadi (* 1968), Filmregisseur
- Caucher Birkar (* 1968), britisch-iranischer Mathematiker
- Amineh Kakabaveh (* 1970), schwedisch-iranische Politikerin
- Xatar (1981–2025), deutsch-iranischer Rapper
- Ehsan Fattahian (1981–2009), Aktivist
- Behrouz Boochani (* 1983), Journalist, Dichter, Filmproduzent und Menschenrechtsaktivist
- Navid Mohammadzadeh (* 1986), Schauspieler
- Jina Mahsa Amini (1999–2022), Opfer von Polizeigewalt